# لعثامنه
لعثامنه (به فرانسوی: Laâtamna) یک منطقهٔ مسکونی در مراکش است که در استان قلعه سراغنه واقع شده‌است. لعثامنه ۱۰٬۱۱۰ نفر جمعیت دارد.